# Бандурка (музичний інструмент)

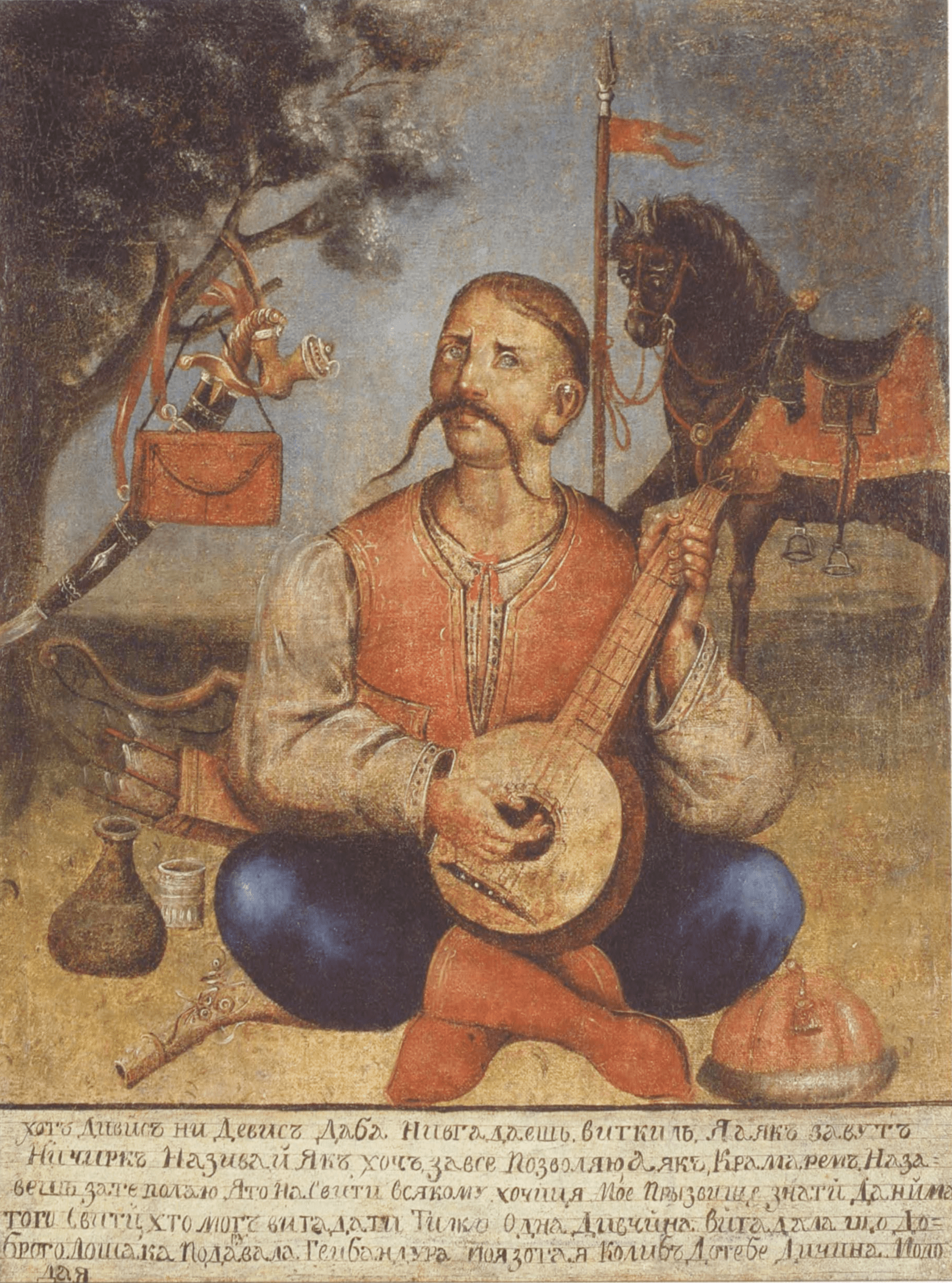
Картина «Козак Мамай» (XVIII ст.)/ Полтавська обл. Музей Івана Гончара

Бандурка — традиційний український музичний інструмент, інша назва — мамаєва кобза. Це невеликий струнний інструмент мажорного строю. Його зображення можна бачити на народних картинах «Козак Мамай».
Форма й розміри бандурки, як і кількість струн, можуть бути різними.

## Старовинні мамаєві кобзи

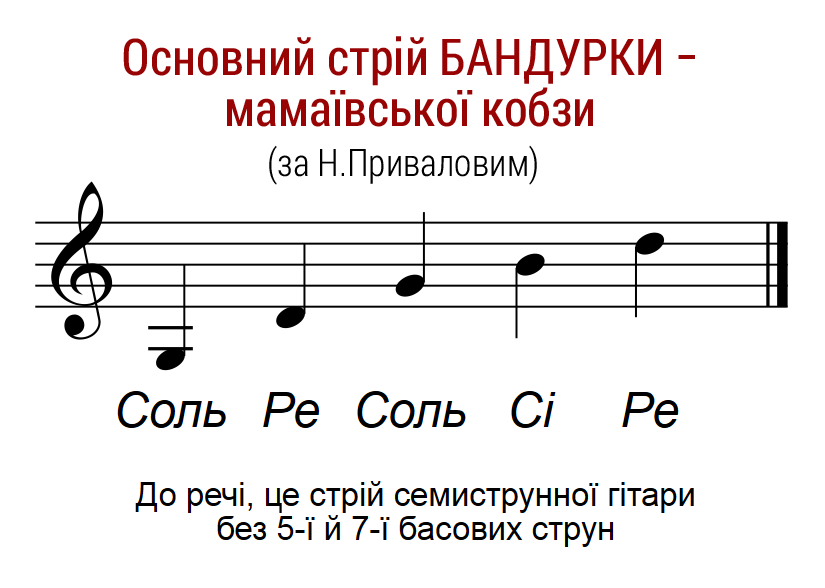
Основний стрій бандурки (за Н.Приваловим) – соль мажор

Перше зображення такого іструменту знаходимо на одній із фресок Собору святої Софії в Києві, ХІ ст.
На жаль, за фрескою неможливо встановити стрій інструмента.
До появи в Україні нової музичної системи, тобто приблизно до XVII–XVIII ст., струн на кобзах могло бути від двох до чотирьох. Такі висновки можна зробити внаслідок аналізу праць Миколи Лисенка, Петра Сокальського, Олександра Фамінцина, Гната Хоткевича, а також каталогів стародавніх музичних інструментів та антологій світового музичного інструментарію, досліджень сучасних музикознавців.
Оскільки акомпанемент дум часто будується на квінті, то можемо припустити, що двухструнна первісна кобза мала стрій квінтовий, наприклад, ре-ля. Триструнна мала квінту ре-ля, та ще одну струну ля для гри мелодії.
Чотирьохструнна «мамаївська» кобза — продукт пізнього Середньовіччя або раннього Ренесансу.
Ймовірно, її стрій повторював стрій перших чотирьох струн кобзи Остапа Вересая — ре-соль-ля-ре.
Такий інструмент з круглим корпусом на 4 струни під назвою балалайка козацька (англ. Balalaika Cossack) зафіксовано в американській енциклопедії музичних інструментів 1888 року .

## Бандурка з мажорним строєм XVIII–XX століть
Наступним еволюційним етапом став п'ятиструнний інструмент з мажорним строєм.
Історично зафіксований музичний інструмент з назвою бандурка зберігався в побуті українських поселенців на території Російської Федерації протягом XVIII — поч. XX століть. Мав 5 струн. Він був розповсюджений у північних районах Уралу, Вятській губернії, Західному Сибіру, Республіці Комі. Інструменти такої форми та розмірів знаходимо також на давніх «Мамаях», датованих початком XIX століття. Але в Україні протягом XIX століття інструмент помалу «розчинився» у новіших загальнодоступних формах — семиструнній гітарі та триструнній балабайці, які мали той самий стрій.
Привертає увагу ще один коментар М.Привалова, процитований І.Шрамком:

... Бандурка являє собою щось накшталт п'ятиструнної уральської балалайки; дуже можливо, що і чотириструнна малоросійська балалайка є ні що інше, як видозміна пізніша форми південно-російської козацької бандурки, подібно до того як великоросійська балалайка є видозміна домри. Так само і московська 4-струнна балалайка являє собою, ймовірно, не що інше, як південно-російську бандурку.
Оригінальний текст (рос.)
…Бандурка представляет собою нечто в роде пятиструнной уральской балалайки; очень возможно, что и четырехструнная малорусская балалайка есть ни что иное, как видоизменение позднейшее формы южно-русской казацкой бандурки, подобно тому как великорусская балалайка есть видоизменение домры. Точно также и московская 4-струнная балалайка представляет собою, вероятно, не что иное, как южно-русскую бандурку.

Наступний виток розвитку інструменту — поява бандуроподібних кобз, на яких грали Остап Вересай та Павло Конопленко-Запорожець. Ці інструменти давали змогу не тільки грати способом притискання струн до грифа, але й у бандурний спосіб, бо мали приструнки, як це ми спостерігаємо на бандурах.